# Байрам Цуррі

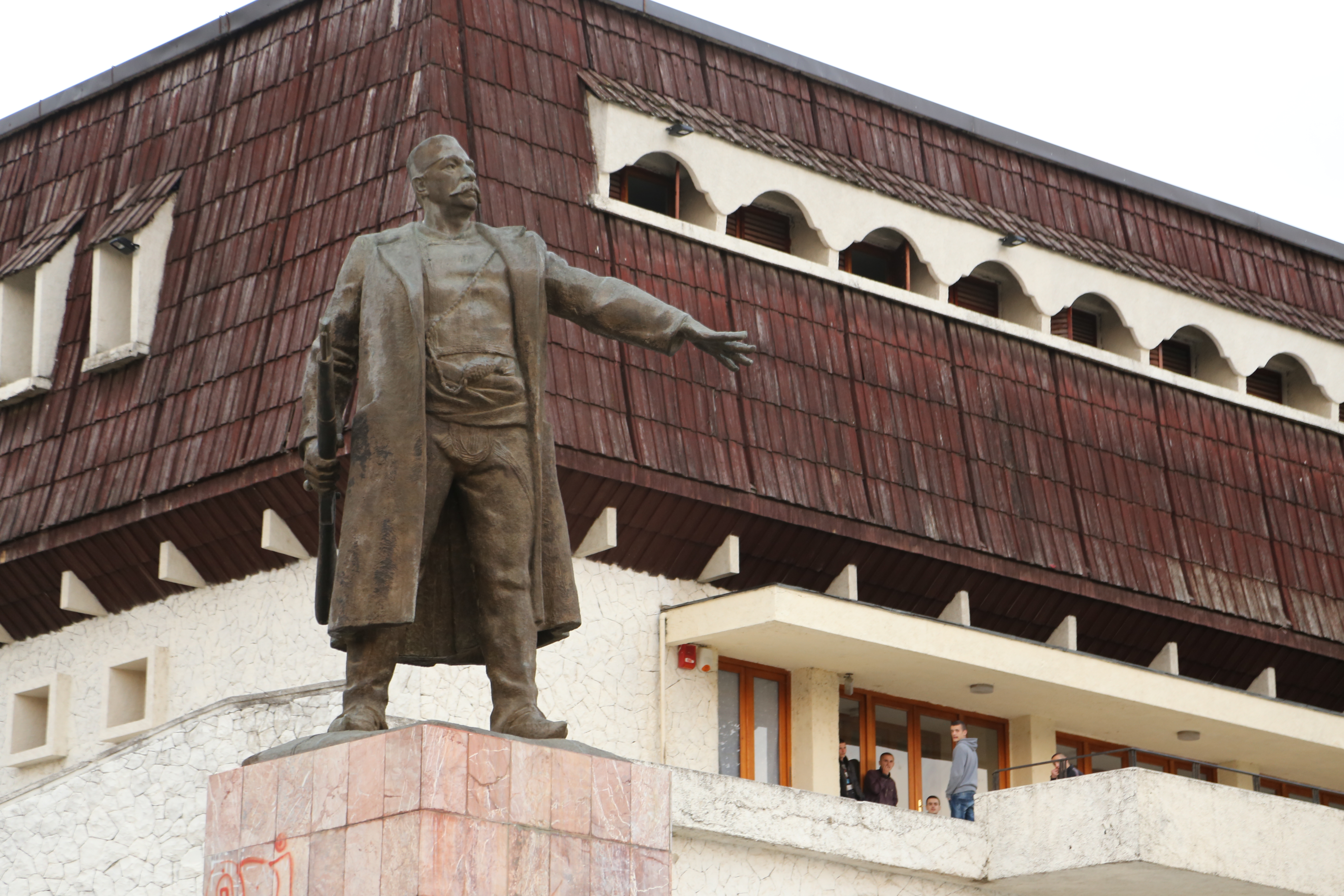
Пам'ятник Байраму Цуррі в однойменному місті

Байрам Цуррі (алб. Bajram Curri; 1862 — 29 березня 1925) — національний герой Албанії, діяч національно-визвольного руху, революціонер.

## Життєпис
Виходець зі знатної косовської сім'ї, що жила у Джакові в Румелії провінції Османської імперії (нині Джяковіца) Косово. Етнічний албанець.
У 1893 році брав участь у повстанні в Косово на чолі з Хаджі Зекою, яке було придушене османської армією.
З 1912 році успішно боровся проти младотурків. Будучи членом Комітету з національної оборони Косово, під час Першої світової війни організував і командував партизанським загоном.
У післявоєнній Албанії обіймав різні політичні посади, був міністром, командувачем армією.
У 1915 році став одним із засновників Комітету національної оборони Косово, співпрацював з Комінтерном.
Набув розбіжності з майбутнім першим королем албанців Ахметом Зогу, для якого питання самовизначення Косово не носило особливої важливості, і який за допомогою загону російських емігрантів здійснив у Албанії державний переворот у грудні 1924 і з цього часу став диктатором країни. Цуррі вступив з ним у запеклий збройний конфлікт. У ході боїв, його загін був оточений у горах урядовими військами і у печері Драгобі Цуррі покінчив життя самогубством.
Після приходу до влади в Албанії у 1944 комуністичної влади Б. Цуррі став національним героєм і користувався великою повагою. Одне з міст на півночі Албанії у 1954 було названо на його честь.
Б. Цуррі посмертно присвоєно звання Героя Албанії.